# Caykisla
 Berg:Emir dede 3084 meter in Caykisla
Caykisla is een dorp in de provincie Afyonkarahisar in centraal Turkije met 741 inwoners.
Caykisla is centraal gelegen ten zuiden van de berg Emirdağ, ongeveer 1000 m boven de zeespiegel. Caykisla ligt op 24 km van Emirdağ. Er zijn veel Turken in Gent en Brussel die van Caykisla zijn. De dichtstbijzijnde dorpen zijn Guvecci, Demircili en Turkmen Koyu.